# Per Carleson (ljudtekniker)
Per Åke Sixten Carleson, född 28 maj 1947 i Brännkyrka församling i Stockholms stad, död 1 januari 2022, var en svensk ljudtekniker, mixare, regiassistent, filmregissör, manusförfattare, filmproducent, kompositör och filmklippare.

## Biografi
Carleson var uppväxt i Årsta i Stockholm och studerade vid Dokumentärfilmskolan 1967–1968. Tillsammans med Peter Holthausen och Christer Furubrand startade Per Carleson Studio Lagnö AB, 1982. Han var vid sidan av filmarbetet värd på vandrarhemmet STF Trosa/Lagnö Studio, beläget i delar av filmstudion utanför Trosa.

## Regi
- 1993 – Störtknutte
- 1993 – 881113-4753
- 1996 – Ladulåt
- 1997 – Senaste nytt
- 1999 – Det var en gång...
- 1999 – En kväll på stan
- 2001 – En förtrollad kväll
- 2001 – Päron
- 2001 – Nödig
- 2002 – Tempo
- 2002 – Betraktaren
- 2003 – Egen härd är guld värd
- 2004 – Kvinnokraft
- 2005 – Trosa hela året
- 2007 – Oväntat besök?
- 2008 – Naturliga möten

## Producent (i urval)
- 1995 – Drömprinsen – Filmen om Em

## Filmmusik
- 1976 – Långt borta och nära
- 1980 – Barnens ö
- 1989 – Mimmi
- 1991 – Gädda!
- 1992 – Livet i västerhavet
- 1993 – Såna maneter!

## Filmroller
- 1972 – Mannen som slutade röka
- 1975 – Ägget är löst!
- 1980 – Barnens ö
- 1981 – Sopor
- 2000 – Firekid